# Mordellistena balearica
Mordellistena balearica là một loài bọ cánh cứng trong họ Mordellidae. Loài này được Compte miêu tả khoa học năm 1985.